# Léon Krier
Léon Krier   (Ciutat de Luxemburg, 7 d'abril de 1946 - Palma, 17 de juny de 2025) va ser un arquitecte i urbanista luxemburguès. Era el germà del també arquitecte Rob Krier. Ambdós van ser representants dels moviments de la Nova Arquitectura Clàssica i Nou Urbanisme. Fou el primer guanyador del Premi Driehaus el 2003.

## Biografia
Krier va abandonar el 1968 els seus estudis d'arquitectura a la Universitat de Stuttgart, quan portava poc més d'un any, per a treballar en l'oficina de l'arquitecte James Stirling a Londres. Després de treballar durant tres anys amb Stirling, Krier va passar vint anys a Anglaterra practicant i ensenyant a l'Architectural Association School of Architecture i al Royal College of Art. D'aquest període, és la declaració de Krier: «Jo sóc un arquitecte, perquè jo no construeixo», aquesta frase es va convertir en una famosa expressió de la seva actitud antimodernista inflexible. Entre 1987 a 1990 Krier va ser el primer director de l'Skidmore, Owings and Merrill de Chicago.

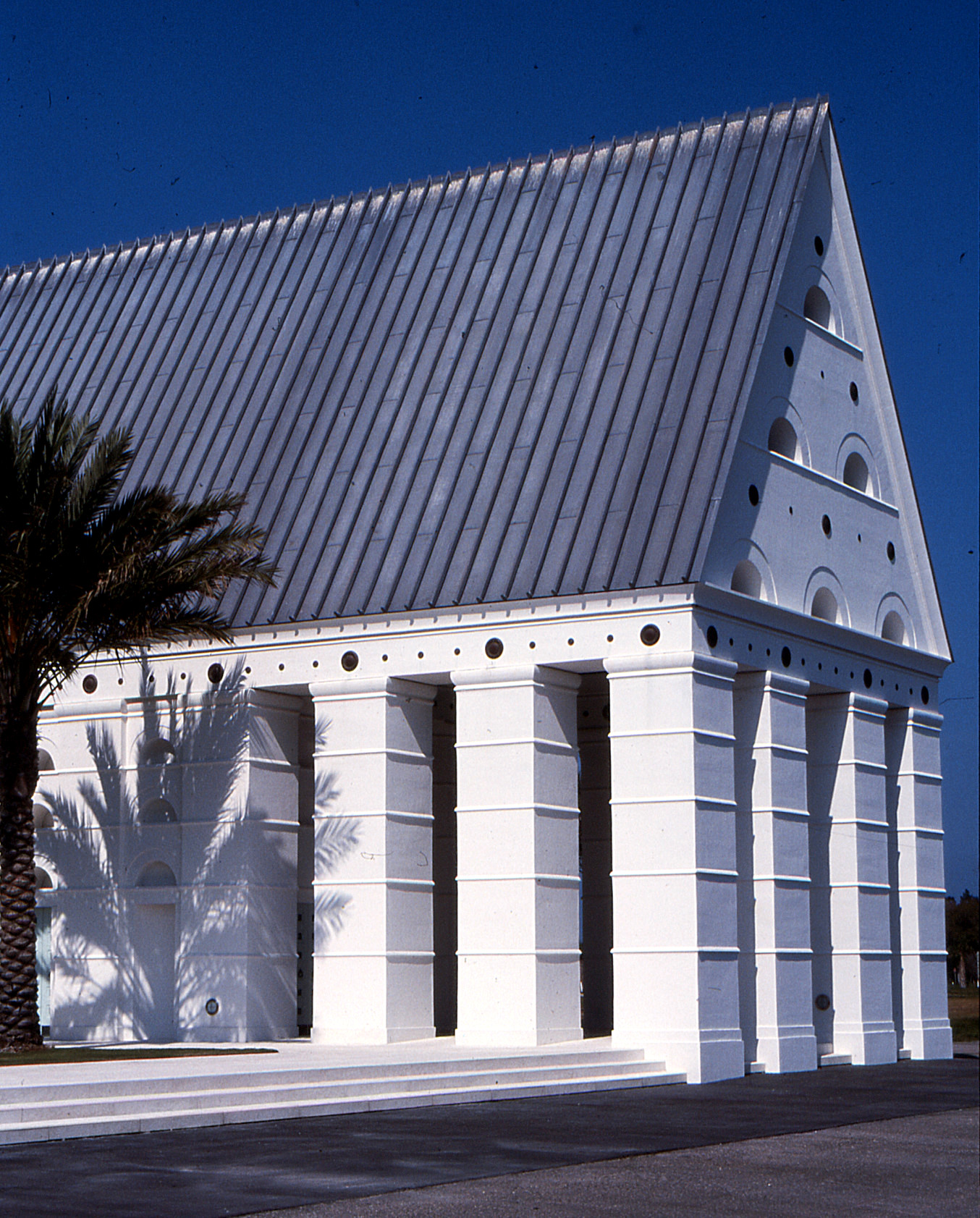
Village Hall, North Beach (Florida), 1997, por Léon Krier

Des de la dècada de 1970 en endavant Krier va ser un dels arquitectes i planificadors neotradicionals més influents. És conegut per la seva participació del desenvolupament de Poundbury, una extensió urbana de Dorset per al Ducat de Cornualla sota la direcció del príncep de Gal·les, i per la ciutat planificada de Cayalá, a la Ciutat de Guatemala. Va ser un dels primers i més prominents crítics de la modernitat arquitectònica, sobretot de la seva zonificació funcional i el suburbanisme subsegüent, fent campanya per a la reconstrucció del model europeu de la ciutat tradicional. Aquestes idees van tenir una gran influència en el moviment del Nou Urbanisme, tant als Estats Units d'Amèrica com a Europa. La compilació més completa d'aquestes idees es va publicar en el seu llibre The Architecture of Community.
Encara que Krier és ben conegut per la seva defensa de l'arquitectura clàssica i la reconstrucció dels models tradicionals de la «ciutat europea», una anàlisi exhaustiva de la seva obra, de fet, mostra un canvi des d'un enfocament racionalista modernista prematur -projecte de la Universitat de Bielefeld, 1968- cap a un enfocament tant formal com tecnològicament d'una llengua vernacla i clàssica. El projecte que va marcar un punt d'inflexió en la seva actitud cap a la reconstrucció de la ciutat europea tradicional va ser el seu esquema -no realitzat- per a la «reconstrucció» de la seva ciutat natal de Luxemburg (1978), en resposta a la reurbanització modernista radical de la ciutat. Més endavant la nova Ciutat de la Justícia va ser dissenyada arquitectònicament pel seu germà Rob Krier.

## Selecció d'obres publicades
- Léon Krier. Houses, Palaces, Cities. Edited by Demetri Porphyrios, Architectural Design, 54 7/8, 1984.
- Léon Krier Drawings 1967-1980, Bruxelles, AAM Editions, 1981.
- Albert Speer, Architect, Bruxelles, AAM Editions, 1985. New York, Monacelli Press, 2013.
- Léon Krier: Architecture & Urban Design 1967-1992, Chicester, John Wiley & Sons, 1993.
- Architecture: Choice or Fate, London, Andreas Papadakis Publishers, 1998.
- Drawings for Architecture, Cambridge (Massachusetts), MIT Press, 2009.